# Klaus Ludwig

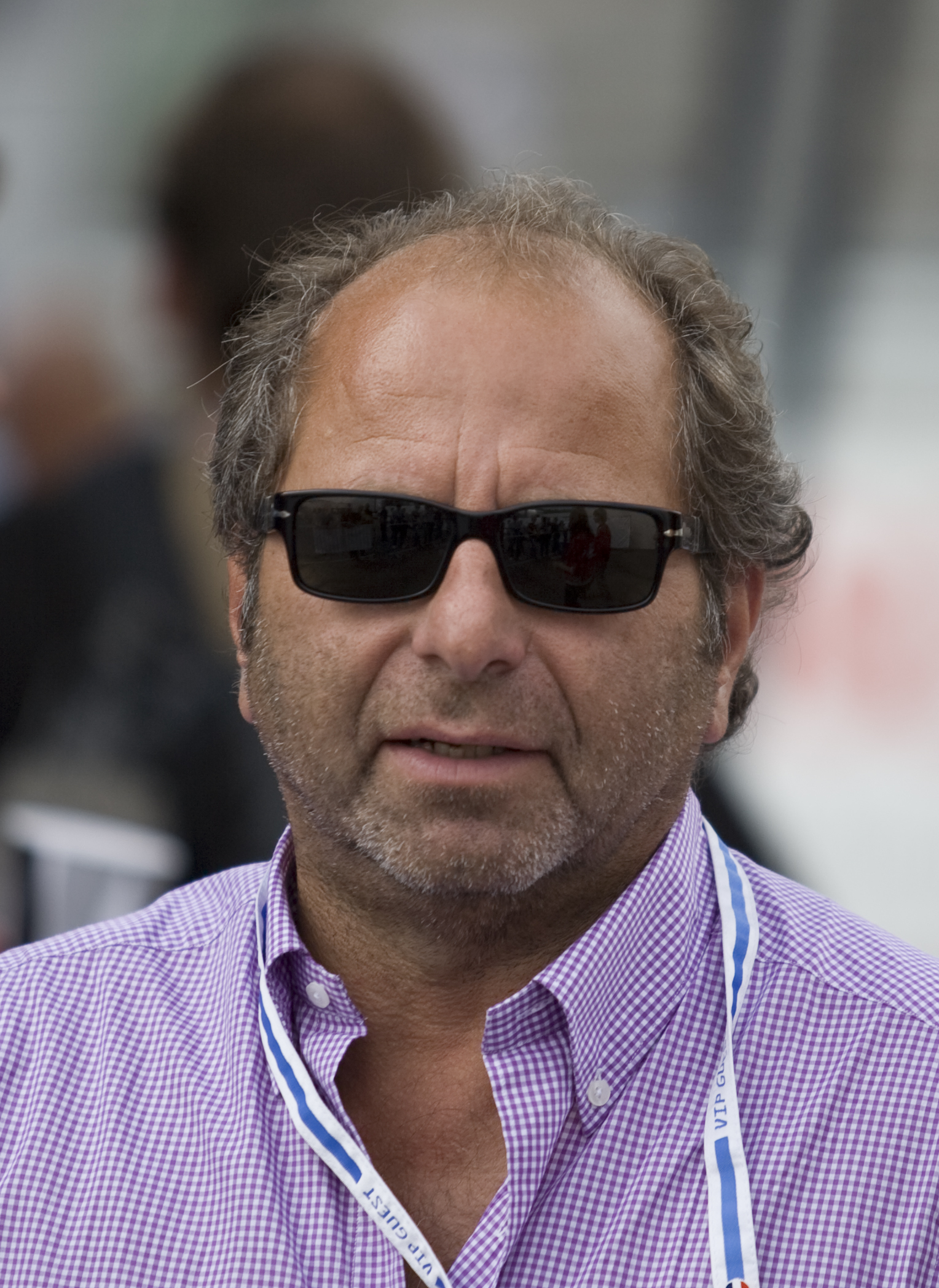
Klaus Ludwig in 2009.

Klaus Karl Ludwig (Bonn, 5 oktober 1949) is een Duits autocoureur. Hij is drievoudig winnaar van zowel de 24 uur van Le Mans als de 24 uur van de Nürburgring en heeft eenmaal de 12 uur van Sebring gewonnen.

## Carrière
In de jaren '70 reed Ludwig voor Ford in de Deutsche Rennsport Meisterschaft, de voorloper van de DTM. In 1979 werd hij kampioen voor het team Kremer Racing in een Porsche 935 K3. In dezelfde auto behaalde hij dat jaar zijn eerste zege in de 24 uur van Le Mans, die hij deelde met Bill en Don Whittington. In 1981 werd hij opnieuw kampioen in de DRM voor Zakspeed Racing in een Ford Capri Turbo.
In 1982 won Ludwig voor de eerste keer de 24 uur van de Nürburgring in een Ford Capri van Eichberg Racing; hij deelde deze zege met Dieter Gartmann en Klaus Niedzwiedz. In 1984 en 1985 won hij opnieuw de 24 uur van Le Mans in de Porsche 956 van Joest Racing. In 1984 deelde hij de zege met Henri Pescarolo en in 1985 met Paolo Barilla en Louis Krages.
Na de dodelijke ongelukken van zijn landgenoten Manfred Winkelhock en Stefan Bellof in de zomer van 1985 stapte Ludwig over naar de touring cars, aangezien hij sportwagens te gevaarlijk vond worden. Hij kwam in 1987 uit in het World Touring Car Championship, waarin hij samen met Niedzwiedz tweede werd met vier zeges; zij kwamen slechts een punt tekort op kampioen Roberto Ravaglia. Ook won hij dat jaar zijn tweede 24 uur van de Nürburgring, samen met Niedzwiedz en Steve Soper. In 1988 stapte hij over naar de nieuwe DTM en werd direct kampioen in een Ford Sierra RS500. Daarnaast behaalde hij samen met Hans-Joachim Stuck zijn enige zege in de 12 uur van Sebring in een Porsche 962 van het team Bayside Disposal Racing.
In 1992 en 1994 werd Ludwig opnieuw kampioen in de DTM in auto's van Mercedes-Benz, voordat hij terugkeerde naar de sportwagens. In 1997 reed hij voor Mercedes-Benz en in 1998 werd hij, samen met Ricardo Zonta, kampioen voor dit merk in de FIA GT. Toen bekend werd dat zijn team niet deel zou nemen aan het seizoen 1999, kondigde hij zijn pensioen aan.
Ludwig stopte niet lang met racen: in juni 1999 keerde hij terug in de autosport en behaalde hij zijn derde zege in de 24 uur van de Nürburgring in een Chrysler Viper GTS-R voor Zakspeed. Hij deelde deze overwinning met Peter Zakowski, Hans-Jürgen Tiemann en Marc Duez. In 2000 wed de DTM opnieuw opgericht en kwam Ludwig uit in deze klasse. Op vijftigjarige leeftijd wist hij een race op de Sachsenring te winnen. Aan het eind van het jaar ging hij opnieuw met racepensioen.
Na zijn professionele carrière keerde Ludwig nog regelmatig terug in de autosport als "hobbycoureur" wanneer hij de kans krijgt om met een goede auto aan races deel te nemen. Zo reed hij tussen 2004 en 2006 voor Porsche in de 24 uur van de Nürburgring. In 2006 werd hij samen met Christian Abt en Jürgen en Uwe Alzen tweede in de race.
Ludwig is ook actief geweest als commentator bij de races van de DTM.